# Reinhold Münzenberg
Reinhold Münzenberg (* 25. Januar 1909 in Walheim im Landkreis Aachen, heute zu Aachen; † 25. Juni 1986 in Aachen) war ein deutscher Fußballspieler.

## Karriere

### Vereine
Münzenberg begann zwölfjährig beim Aachener Spielverein mit dem Fußballspielen und wechselte ein Jahr später in die Jugendabteilung von Alemannia Aachen. Dem Jugendalter entwachsen, rückte er 1926 in die erste Mannschaft auf. Mit ihr spielte er im Westkreis der Bezirksklasse Rhein. Sein Debüt gab er am 5. September 1926 (1. Spieltag) bei der 2:5-Niederlage im Heimspiel gegen den VfB 08 Aachen. Noch als Jugendlicher kam er bereits am 11. April 1926 in der Relegationsrunde des Rheinbezirks um den Klassenverbleib beim annullierten 3:0-Sieg im Heimspiel gegen den FV Godesberg 08 zum Einsatz. 1931 wurde er mit der Mannschaft Gruppensieger und qualifizierte sich mit ihr für die Endrunde für die Westdeutsche Meisterschaft, die er mit ihr jedoch als Viertplatzierter abschloss. 1932 wurde er mit der Mannschaft erneut Gruppensieger, schied jedoch in der Endrunde um die Bezirksmeisterschaft Rhein aus dem Wettbewerb aus, so auch als Sieger der Gruppe 2 im Endspiel mit dem Sieger der Gruppe 1, der SpVgg Sülz 07.
1934 trat Münzenberg der SA bei, er brachte es bis zum Scharführer. Zum 1. Mai 1937 schloss er sich der NSDAP an (Mitgliedsnummer 4.067.913).
In der ab 1933 eingeführten Gauliga Mittelrhein, als eine von 16 Gauligen als einheitliche oberste Spielklasse im Deutschen Reich war Alemannia Aachen nicht vertreten. Münzenberg gewann mit den Aachenern 1935 und 1937 erneut die Bezirksmeisterschaft Rhein. 1937/38 spielte er – für die Gauliga Mittelrhein qualifiziert – das einzige Mal in dieser Spielklasse. 1938/39 belegte Alemannia Aachen den zehnten und letzten Platz, stieg jedoch nicht ab, da für die Folgesaison auf 13 Mannschaft in zwei Gruppen aufgestockt wurde; Alemannia Aachen stieg in dieser als Letztplatzierter aus der Gruppe 1 ab.
Die Saison in der Bezirksliga entging Münzenberg, da er 1939/40 für den VfL Neckarau in der Gruppe Nordbaden in der Gauliga Baden spielte. Nach seiner Rückkehr nach Aachen, für deren Alemannia er von Juli bis Dezember 1940 in der zweitklassigen Bezirksliga spielte, schloss er sich im März 1941 Werder Bremen als Kriegsgastspieler an und war in der Gauliga Niedersachsen am Ball.
Anschließend kam er von Januar 1943 bis September 1944 für den Luftwaffen-Sportverein Hamburg zum Einsatz und erreichte mit ihm im ersten Jahr das Endspiel um den Tschammerpokal, das jedoch gegen den First Vienna FC mit 2:3 nach Verlängerung verloren wurde. Im zweiten Jahr, als Neuling Meister der Gauliga Hamburg 1944, qualifizierte er sich mit der Mannschaft als Teilnehmer an der Endrunde für die Deutsche Meisterschaft, mit der er das Endspiel erreichte. Dieses ging am 18. Juni 1944 mit 0:4 gegen den Dresdner SC allerdings deutlich verloren.
Im Oktober 1944 kehrte er nach Aachen zurück und spielte mit Alemannia Aachen als Gründungsmitglied in der 1947 neu gegründeten Oberliga West bis zum Saisonende 1950/51.

### Nationalmannschaft
Münzenberg bestritt im Zeitraum von 1930 bis 1939 41 Länderspiele für die A-Nationalmannschaft, deren Kapitän er achtmal war. Sein Debüt gab er am 7. September 1930 im Testspiel gegen die Nationalmannschaft Dänemarks, das in Kopenhagen mit 3:6 verloren wurde. Es bestritt bis 1934 fünf weitere Länderspiele, bevor er dem Aufgebot der A-Nationalmannschaft angehörte, das an der vom 27. Mai bis 10. Juni 1934 in Italien durchgeführten Weltmeisterschaft teilnahm. Sein einziges Turnierspiel bestritt er am 7. Juni 1934 im Spiel um Platz 3, das mit 3:2 gegen die Nationalmannschaft Österreichs gewonnen wurde. Im Jahr 1935 bestritt er acht weitere Länderspiel, ehe er am olympischen Fußballturnier 1936 in Berlin teilnahm und – nach dem 9:0-Sieg über die Nationalmannschaft Luxemburgs im Achtelfinale – überraschend mit 0:2 gegen die Nationalmannschaft Norwegens im Viertelfinale unterlag und aus dem Turnier schied. Er war Teil der Mannschaft, die am 16. Mai 1937 in Breslau Dänemark mit 8:0 besiegte und als Breslau-Elf bekannt wurde. In drei Qualifikationsspielen trug er zur Teilnahme an der vom 4. bis 19. Juni 1938 in Frankreich ausgetragenen Weltmeisterschaft bei, wobei er jedoch in keinem Turnierspiel zum Einsatz kam; die Deutsche A-Nationalmannschaft schied mit 2:4 bereits im Wiederholungsspiel gegen die Schweizer Nationalmannschaft aus dem Turnier aus, nachdem das Auftaktspiel am 4. Juni mit dem 2:2-Unentschieden keinen Sieger fand. Sein letztes Länderspiel bestritt er am 26. März 1939 im luxemburgischen Differdingen bei der 1:2-Niederlage, der bis heute einzigen Niederlage gegen eine Auswahlmannschaft Luxemburgs.

## Erfolge
- Dritter der Weltmeisterschaft 1934
- Finalist Deutsche Meisterschaft 1944
- Meister der Gauliga Hamburg 1944
- Finalist Tschammerpokal 1943
- Meister der Gauliga Niedersachsen 1942
- Zweiter der Gauliga Mittelrhein 1938
- Bezirksmeister Rhein 1931, 1935, 1937

## Auszeichnungen
- Verdienstkreuz am Bande 1980[7]
- Silbernes Leistungsabzeichen des DRL 1937[8]
- Eisernes Kreuz II. Klasse (EK II)

## Sonstiges
- Am 23. April 1948 wurde Münzenberg zum Ehrenmitglied von Alemannia Aachen ernannt.
- Von 1974 bis 1976 war Münzenberg Präsident von Alemannia Aachen. Nach zwei Jahren löste ihn sein Neffe Egon Münzenberg ab.
- Reinhold Münzenberg fand seine letzte Ruhestätte auf dem Aachener Waldfriedhof.